# Nimlot II
Pour les articles homonymes, voir Nimlot.
Nimlot II est d'abord général d'Héracléopolis puis grand prêtre d'Amon à Thèbes. Il est le fils du roi Osorkon II et de Djedmoutiouesânkh et le père du grand prêtre d'Amon puis roi Takélot II.

## Attestations
Son nom est présent sur des restes d'une avant-porte devant le Xe pylône du temple d'Amon et sur des fragments d'une chapelle à Karnak-Nord datant de la fin. Dans cette chapelle commanditée par son père Osorkon II et son fils Takélot II encore grand prêtre d'Amon, il est figuré défunt avec son fils, avec en parallèle d'Osiris défunt avec Horus vivant. Ce décor est peut-être déjà une légitimation de la future prise de pouvoir de Takélot II à la fin du règne d'Osorkon II.

## Généalogie
Il est le fils du roi Osorkon II et de la reine Djedmoutiouesânkh. Il épouse une certaine Tensepeh avec qui il a Takélot II, qui lui succède d'abord dans sa charge de général d'Héracléopolis puis de grand prêtre d'Amon à Thèbes, et Djedptahiouefânkh, général d'Héracléopolis qui succède à son frère. Le lien entre Nimlot et Djedptahiouefânkh est par ailleurs décrit sur la stèle de Pasenhor sur laquelle Pasenhor a décrit sa généalogie patrilinéaire sur quatorze générations.
Il a une fille nommée Shepensopdet qui épousa un secrétaire royal et gouverneur de Thèbes nommé Hor. De plus, il a une fille nommée Karomama II, qui épousa son frère Takélot II. Elle est la mère du roi Osorkon III et est citée dans les Chroniques du prince Osorkon, texte décrivant les évènements avant que le prince ne devienne roi.
Un certain général d'Héracléopolis Osorkon, fils d'un prince Nimlot, est également attesté. S'il est possible qu'il soit le fils de Nimlot II, il est plus probablement le fils de Nimlot Ier, général d'Héracléopolis et fils du roi Sheshonq Ier.

## Biographie
Nimlot se voit confier par son père le pharaon Osorkon II la charge de grand prêtre d'Héryshef (dont le culte devenait de plus en plus important dans la région) et de général d'Héracléopolis,. Il dirige ainsi cette cité stratégique comprenant une importante garnison et des forteresses dont l'une basée à El Hibeh, la Teudjoï des anciens égyptiens, fief du clergé d'Amon qui avait reçu l'attention particulière des premiers sheshonqides, et la forteresse de Pi-Sékhemkhéperrê.
Puis, après semnble-t-il la mort ou la destitution de ...dou..., le fils du roi thébain Horsaïset Ier, Nimlot se voit confier la charge de grand prêtre d'Amon à Thèbes. Il laisse alors son fils Takélot (le futur roi Takélot II) prendre sa charge à Héracléopolis. À sa mort avant la fin du règne de son père, son fils Takélot lui succède au poste de grand prêtre d'Amon et son autre fils Djedptahiouefânkh prend alors la charge de son frère à Héracléopolis. Les descendants de Djedptahiouefânkh resteront à Héracléopolis jusqu'à au moins Pasenhor, son arrière-arrière-petit-fils.
Par la politique subtile d'alliances territoriales et familiales, le père de Nimlot espérait reconstituer (après la mort d'Horsaïset Ier) et maintenir à son profit l'unité du pays qui depuis le règne de Sheshonq Ier, le fondateur de la dynastie, était maintenue par la nomination de fils royaux aux postes clefs du royaume égyptien (grand prêtre de Ptah à Memphis, général d'Héracléopolis et grand prêtre d'Amon à Thèbes). Toutefois, avant même la fin de son règne, Osorkon II vit son royaume à nouveau divisé par la proclamation en tant que roi à Thèbes de son petit-fils Takélot II, fils de Nimlot II. Ceci est le prélude à la guerre civile qui aura lieu à la mort d'Osorkon III.